# Carlos Roxlo
Carlos Félix Roxlo y Miralles (Montevideo, 12 de marzo de 1861 - 24 de septiembre de 1926) fue un poeta, periodista y político uruguayo.

## Biografía
Hijo de los españoles José Roxlo y Carmen Miralles vivió hasta su adolescencia en Barcelona, donde se educó.

## Actividad literaria

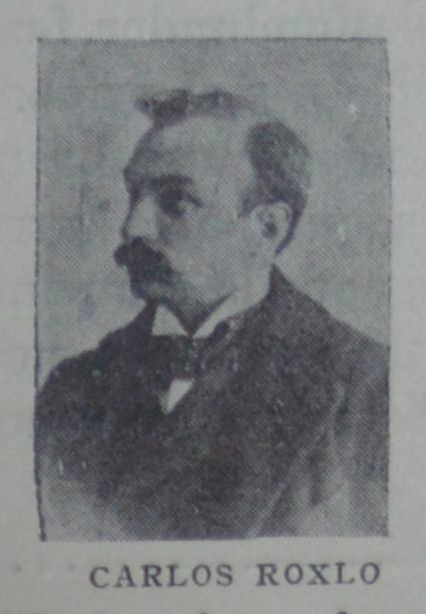

Su obra de corte romántico gozó de vasta popularidad y prestigio en el país a fines del siglo XIX. La misma comienza ya en su adolescencia; entre sus poemas se cuentan Veladas poéticas (1878), Estrellas fugaces (1885), Cantos de la tierra (1902) y Luces y sombras (1905). Otras obras, en prosa, de índole didáctica, incluyen Historia crítica de la literatura uruguaya (1912 - 1917).

## Actividad política
Como afiliado al Partido Nacional luchó en la batalla de Quebracho entre 1897 y 1904. Como activista político luchó desde la prensa y el Parlamento; fue varias veces diputado y senador por el Partido Nacional. Junto con Luis Alberto de Herrera, en 1905 presentó un proyecto de Ley del Trabajo que trataba sobre la jornada máxima, la limitación del trabajo de mujeres y niños, accidentes laborales, organización e higiene de talleres. Al respecto, declaró: «... me parece que lo mejor que puede hacer el cuerpo legislativo como todos los parlamentos del mundo, es defender la causa de la justicia, y mucho más la causa de los débiles, hasta con el santo objeto de prepararse a la resolución de los problemas sociales futuros, puesto que todos sabemos que esos avanzan, que hay un partido político de los que sufren y que ese partido tiene continuamente puesta la vista sobre los hombres públicos.»[cita requerida]
Integró además la Asamblea Nacional Constituyente de 1916, que dio vida a la Constitución de 1918.

## Obras
- Veladas poéticas (1878)
- Bocetos. Narraciones fantásticas (1879)
- Estrellas fugaces (1885)
- Pro Patria (1886)
- Fuegos fatuos (1887)
- Compendio de estética (1888)
- Estudios estéticos acerca de la poesía lírica (1889)
- El libro de la patria (1891)
- Versos (1893)
- La equidad en el voto (1898)